# Joanna Cameron
Patricia Kara Cameron (20 de septiembre de 1948 – 15 de octubre de 2021), a veces acreditada como JoAnna Cameron, fue una actriz y modelo estadounidense, quizás mejor conocida por su interpretación en el papel principal en Isis, una serie de televisión infantil de los años 70, que posteriormente se retransmitió como The Secrets of Isis.

## Carrera

### Inicios actorales
Mientras estudiaba en la universidad, Cameron se hizo amiga de Linda Hope, la hija de Bob Hope. Cuando le presentaron al famoso cómico, éste le dio un papel en la película How to Commit Marriage en 1969, lo que la llevó a interpretar una serie de papeles en cine y televisión a lo largo de la década de 1970. Se dice que Cameron fue considerada para el papel de Love Story, que fue a parar a Ali MacGraw. Actuó en las películas de la década de 1970 B.S. I Love You y la comedia negra Pretty Maids All in a Row.
También actuó en televisión en The Bold Ones: The New Doctors, Columbo y varios episodios de Marcus Welby, MD. También tuvo una prolífica carrera en anuncios publicitarios y llegó a ostentar el récord de haber realizado el mayor número de anuncios en el Libro Guinness de los récords.

### The Secrets of Isis
En 1975, Cameron interpretó al personaje principal de la serie infantil de los sábados por la mañana Isis, en la que interpretaba a una joven profesora de ciencias de instituto llamada Andrea Thomas que descubre un amuleto encantado en Egipto. El amuleto, que originalmente perteneció a la antigua faraona egipcia, la reina Hatshepsut, y que también estaba destinado a los descendientes (femeninos) de Hatshepsut (incluida la propia Thomas), le otorga los supuestos poderes de la diosa Isis cuando ella los invoca pronunciando la frase: "Oh, poderosa Isis!". Estos poderes incluyen una fuerza y una velocidad sobrehumanas ("la velocidad de las gacelas"), la capacidad de volar (o de "elevarse como se eleva el halcón") y la telequinesis ("dominio [de] los elementos del cielo y de la Tierra"), todo lo cual utiliza para luchar contra el crimen.

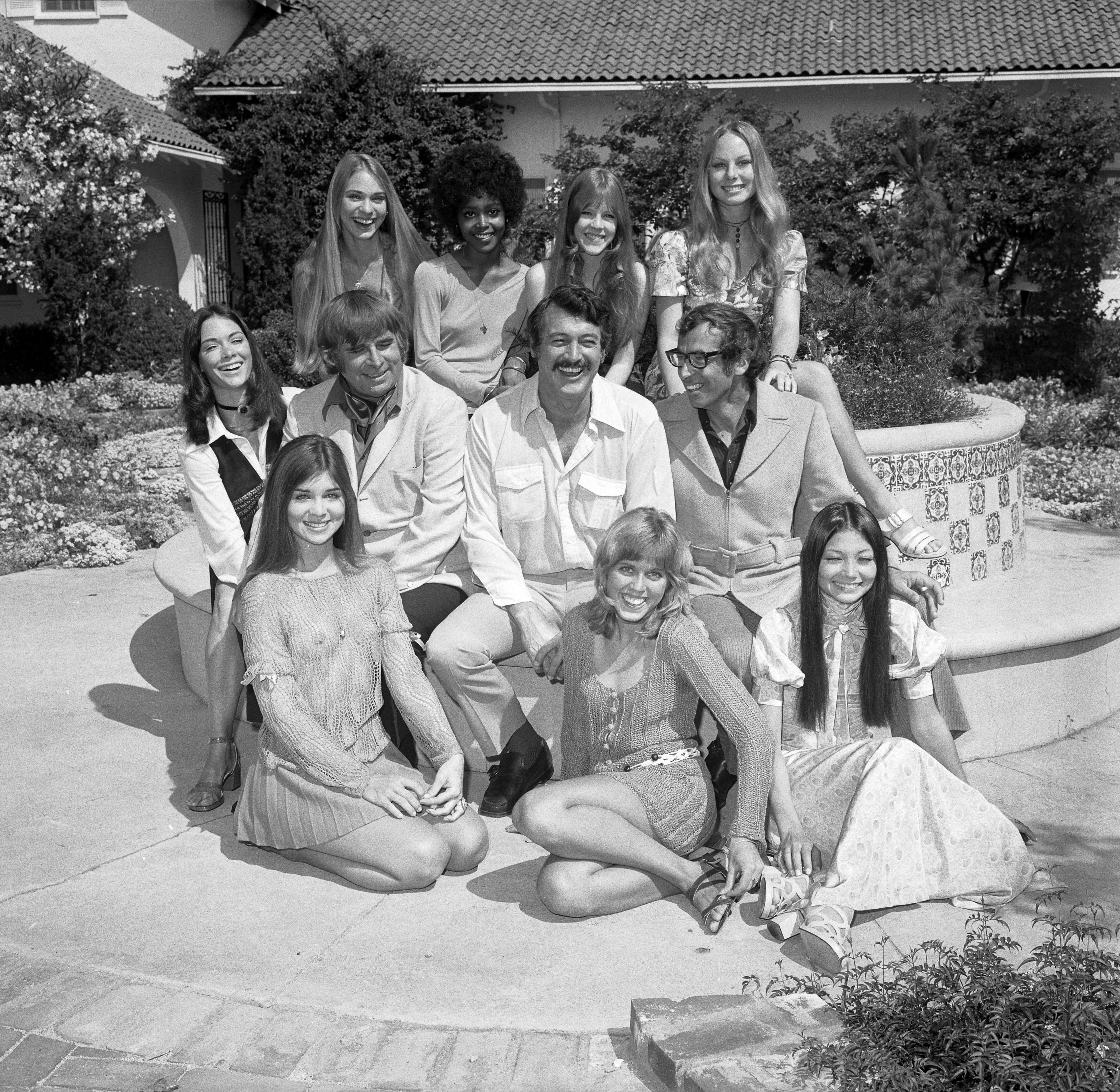
Reparto de Pretty Maids All in a Row (izquierda-derecha): (primera fila) June Fairchild, Joy Bang, Aimee Eccles; (fila central) Joanna Cameron, Gene Roddenberry, Rock Hudson, Roger Vadim; (fila inferior) Margaret Markov, Brenda Sykes, Diane Sherry, Gretchen Burrell

Isis se emitió del 6 de septiembre de 1975 al 3 de septiembre de 1977. Se produjeron 22 episodios, e Isis también apareció en tres episodios del drama de superhéroes de los sábados por la mañana Shazam!. A pesar de la popularidad del programa, no se renovó para una tercera temporada. Cuando se emitió en 1978, pasó a llamarse The Secrets of Isis. El personaje de Isis apareció más tarde en un dibujo animado llamado Tarzan and the Super 7, en segmentos relacionados con un superequipo llamado "The Freedom Force", pero con la voz de Isis a cargo de Diane Pershing.

### Carrera posterior
Tras su papel de Isis, Cameron interpretó papeles televisivos en McMillan & Wife y The Amazing Spider-Man. También fue presentadora de Navy Network, una serie de televisión producida por la Armada de los Estados Unidos sobre aspectos de la vida naval, y dirigió un anuncio para la Academia Naval titulado Razor Sharp.
A finales de la década de 1970, Cameron fue citada en el Libro Guinness de los récords por haber aparecido en 105 anuncios de televisión más que nadie. Merv Griffin estimó en una ocasión que sus anuncios, sumados, durarían 150 horas. Según TV Guide, los anunciantes "han gastado más de 100 millones de dólares en utilizar a JoAnna como el bello centro de sus anuncios de cosméticos, champú, vino, cerveza, medias y refrescantes del aliento, entre otras cosas."
El último papel conocido de Cameron fue en el telefilme de 1980 Swan Song.
Tras su carrera como actriz, Cameron trabajó como enfermera en el sector de la asistencia sanitaria a domicilio durante 10 años, y después se dedicó al marketing en varios hoteles.

## Muerte
Joanna Pang Atkins, que interpretó a Cindy Lee en The Secrets of Isis, anunció que Cameron falleció en Oahu, Hawái, debido a complicaciones derivadas de un derrame cerebral el 15 de octubre de 2021.

## Filmografía

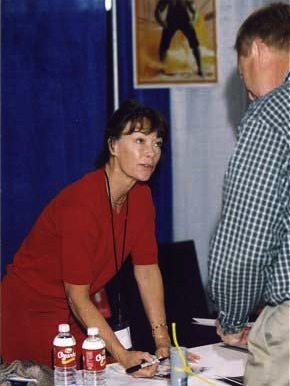
Joanna Cameron en 2006

| Television | Television                                           | Television                     | Television                                                                                                   |
| Año        | Título                                               | Papel                          | Notas |
| ---------- | ---------------------------------------------------- | ------------------------------ | --- |
| 1969       | The Bold Ones: The New Doctors                       | Jan Speiser                    | Episodio: "Man Without a Heart"                                                                              |
| 1969       | Medical Center                                       | Lainie Jeffries                | Episodio: "Jeopardy"                                                                                         |
| 1969       | Daniel Boone                                         | Kellie                         | Episodio: "A Bearskin For Jamie Blue"                                                                        |
| 1969       | The Last of the Powerseekers                         | Belinda Hastings               | Telefilme |
| 1970       | The Name of the Game                                 | Carole Crown                   | Episodio: "Echo of a Nightmare"                                                                              |
| 1970       | Marcus Welby, M.D.                                   | enfermera Anne MacAndrews      | 3 episodios: "Fun and Games and Michael Ambrose". Nobody Wants a Fat Jockey" y "The Other Side of the Chart" |
| 1971       | Love, American Style                                 | Pamela Cochran                 | Segmento: "Love and the Eyewitness"                                                                          |
| 1971       | The Bob Hope Special                                 | Doncella nativa americana      | coprotagonista con John Wayne                                                                                |
| 1971       | The Partners                                         | Sgt. Kelly                     | Episodio: "Have I Got an Apartment for You!"                                                                 |
| 1972       | Marcus Welby, M.D.                                   | Carolyn Kingsley               | Episodio: "A Fragile Possession"                                                                             |
| 1972       | Search                                               | Laura Day                      | Episodio: "Flight To Nowhere"                                                                                |
| 1973       | The Great American Beauty Contest                    | Gloria Rockwell, Miss Oklahoma | Telefilme |
| 1973       | A Time for Love                                      | Mini                           | Telefilme |
| 1974       | Sorority Kill                                        | Diane                          | Telefilme |
| 1974       | Night Games                                          | Thelma Lattimer                | Telefilme; Piloto de la serie de televisión Petrocelli                                                       |
| 1974       | Columbo                                              | Lorna McGrath                  | Episode: "Negative Reaction"                                                                                 |
| 1974       | It Couldn't Happen to a Nicer Guy                    | Wanda Olivia Wellman           | Telefilme |
| 1975       | Switch                                               | Jenny Brown                    | Episodio: "Death By Resurrection"                                                                            |
| 1975       | The Dyn–O–Mite CBS Saturday Preview Special          | Isis                           | |
| 1975–1977  | The Secrets of Isis                                  | Isis / Andrea Thomas           | 22 episodios                                                                                                 |
| 1975       | Shazam!                                              | Isis / Andrea Thomas           | Episode: "The Odd Couple"                                                                                    |
| 1976       | Hey, Hey, Hey, It's The CBS Saturday Preview Special | Isis                           | coprotagonizada por John Davey como Capitán Marvel.                                                          |
| 1976       | Shazam!                                              | Isis / Andrea Thomas           | Episodio: "Finders Keepers"                                                                                  |
| 1976       | Shazam!                                              | Isis / Andrea Thomas           | Episodio: "Out of Focus"                                                                                     |
| 1976       | High Risk                                            | Sandra                         | Telefilme |
| 1977       | McMillan                                             | Vanessa Vale                   | Episodio: "Have You Heard About Vanessa?"                                                                    |
| 1978       | Switch                                               | Jenny Brown                    | Episodio: "The Cage"                                                                                         |
| 1978       | The Amazing Spider-Man                               | Gale Hoffman                   | Episodio: "The Deadly Dust, Parts 1 & 2"                                                                     |
| 1980       | Swan Song                                            | Karen                          | Telefilme |
| 1999       | VH-1 Where Are They Now?                             | Ella misma                     | Episodio: "Superheroes"                                                                                      |

| Películas | Películas                 | Películas          | Películas                                            |
| Año       | Título                    | Papel              | Notas                                                |
| --------- | ------------------------- | ------------------ | ---------------------------------------------------- |
| 1969      | How to Commit Marriage    | Nancy Benson       | [ 21 ]                                               |
| 1970      | I Love My Wife            | enfermera Sharon   | [ 22 ]                                               |
| 1971      | Pretty Maids All in a Row | Yvonne Millick     | Guion por Gene Roddenberry; dirigido por Roger Vadim |
| 1971      | B.S. I Love You           | Marilyn / Michelle | [ 24 ]                                               |

## Premios y nominaciones
| Año  | Premio           | Categoría                       | Trabajo nominado | Resultado |
| ---- | ---------------- | ------------------------------- | ---------------- | --------- |
| 1972 | Photoplay Awards | Gold Medal Favorite Female Star |                  | Nominada  |